# Hunter Region
A região de Hunter, também conhecida como Hunter Valley (Vale de Hunter em português), é uma região de Nova Gales do Sul, Austrália, que se estende aproximadamente de 120 km (75 milhas) a 310 km (193 milhas) ao norte de Sydney. A região abriga o rio Hunter e seus afluentes, com áreas montanhosas ao norte e sul.
De acordo com o censo australiano, a população estimada em 2016 era de 156.796 pessoas.